# کیدینو (دهانه)
کیدینو یک دهانه برخوردی در ماه‌ است. قطر این دهانه ۶۰ کیلومتر است.

## دهانه‌های اقماری
این دهانه ۱ دهانه اقماری دارد.
| Kidinnu | عرض جغرافیایی | طول جغرافیایی | قطر          |
| ------- | ------------- | ------------- | ------------ |
| E       | ۳۶.۳° N       | ۱۲۴.۵° E      | ۶۰.۰ کیلومتر |